# Grande Mosquée de Nedroma
La Grande Mosquée de Nedroma (en arabe : المسجد الكبير بندرومة) est une mosquée médiévale située dans la ville de Nedroma dans la région de Tlemcen en Algérie.

## Histoire
Elle a été construite en 1145 par Tachfin Ben Ali, prince de la dynastie berbère des Almoravides, et son minaret en 1348 par l'architecte Mohammed al-Sisi. Elle est construite en pierre et brique, avec un toit de tuiles sur une charpente de bois. Le décor architectural extérieur est dessiné en briques, avec quelques plaques de marbre. Le décor intérieur est fait de carreaux de céramique, de tableaux de bois sculpté, et de plâtre sculpté.

## Inscriptions votives
Le nom du bâtisseur est cité plusieurs fois dans les inscriptions ornant la mosquée:

### Sur la chaire
Une des inscriptions est gravée sur une plaque de cèdre en calligraphie koufie.
Dans la nef centrale
« ... من يتبع غير الإسلام دينا فلن يقبل منه. هذا ما أنعم به الأمير السيد يوسف بن تاشفين أدام الله توفيقه وأجزل. كان الفراغ منه على يدي الفقيه القاضي أبو محمد عبد الله يوم الخميس السابع عشر من شهر »
« Quiconque recherche une religion autre que l’islam, cela ne sera pas accepté de lui., ceci est un don de l’émir et seigneur.Yûsuf ibn Tâshufîn qu’Allâh perpétue son succès et le comble. A eu lieu son achèvement par les soins du jurisconsulte, du qadî Abû Muhammad ‘Abd Allâh. le jeudi dix-sept du mois…. »
Au périmètre de la mosquée
« "... الرحمن الرحيم وصلى الله... وآله الطيبين وسلم تسليما. لا إله إلا الله محمد رسول الله " إن الدين عند الله »
« …le Clément le Miséricordieux qu’Allâh bénisse.…et sa famille excellente et leur accorde Le salut. Il n’y a de Dieu qu’Allâh et Muhammad est l’envoyé d’Allâh (la religion aux yeux auprès d’Allâh)… »

### Sur le minaret
L'epigraphe gravée sur marbre en caractères cursifs maghrébins sculptés en relief sur fond vert.
« بسم الله الرحمن الرحيم صلى الله على سيدنا محمد . بنا هذا الصامع أهل ندرومة بأموالهم وأنفسهم وكل احتساب لله وانبنت في خمسين يوما وبناها محمد بن عبد الحق بن عبد الرحمن الشيصي عام تسع وأربعين وسبعمائة رحمة الله عليهم أجمعين. »
« Au nom d’Allâh le Clément le Miséricordieux. Qu’Allâh bénisse Muhammad- Ont construit ce minaret, les habitants de Nédroma- De leurs fortunes argents et de leur âmes. Tout compte- (est) tout pour plaire à Allâh. Il fut construit en cinquante jours- Il fut bâti par Muhammad ibn ‘Abd al-Haqq ibn ‘Abd ar-Rahmân al-Sîsî en l’an quarante neuf-Et sept cents- Que la miséricorde d’Allâh - Soit sur eux tous. »

## Architecture
La Grande Mosquée de Nédroma s’apparente par sa forme à celle de la Grande Mosquée de Damas dans des proportions plus modestes, mais elle appartient à la famille des mosquées de type andalou à l’instar de la grande mosquée de Cordoue caractérisée par les travées perpendiculaires à la qibla. De forme rectangulaire, on accède à l’édifice par des entrées situées dans les angles du mur nord, ouvrant sur des nefs perpendiculaires au mur qiblî, qui se prolongent de part et d’autre de la cour quadrangulaire, formant des portiques latéraux triples. La cour, située dans l’axe du mihrâb, ouvre sur la salle de prière dont les neuf nefs comptent trois travées. Les arcs outrepassés retombent sur des piliers. L’espace qui précède le mihrâb est couvert d’une voûte en arc de cloître ; on a tout lieu de croire que ce carré ne fut jamais couvert par une coupole. Le mihrâb est constitué d’une niche polygonale, comme dans de nombreuses mosquées médiévales de l’ouest algérien influencées par la Grande Mosquée de Cordoue.
Le minbar qui est actuellement conservé à Alger au Musée national des antiquités et des arts islamiques, dont il ne reste que le dossier et les joues, porte une belle inscription en graphie kufique de style qarmatique, apparue pour la première fois au Xe siècle en Tunisie. Les joues sont analogues à celles des chaires de la mosquée ommeyyade de Médine et de la mosquée des Andalous à Fès.
Le minaret est situé dans l’angle nord-est de la cour, particularité des édifices Zianides, certainement influencés par les Almohades si l’on en juge par l’emplacement de ceux des mosquées de la Kutubiyya à Marrakech et de la Giralda à Séville, placés dans l’angle nord-est. Son fût carré est surmonté d’un lanternon. Son décor s’organise au sein d’un compartimentage rectangulaire. Dans la partie inférieure, deux arcs polylobés se déploient (comme dans le minaret d’Agadir) surmontés d’un important réseau losangé issu d’arcs curvilignes entrecroisés. Aucun décor n’est visible dans le bandeau supérieur, qui était peut-être occupé par une frise en mosaïque de céramique, comme sur le minaret de la mosquée d’al-‘Ubbâd (proche de Tlemcen, 1339). Le décor en réseau losangé a été utilisé pour la première fois par les Almohades dans le minaret de la Kutubiyya, puis dans les ceux de la Qasaba de Marrakech, de la mosquée de Hasan à Rabat (1196-1197) et de la Giralda à Séville (fin XIIe siècle).
L’architecture de la grande mosquée de Nédroma présente des éléments architectoniques spécifiques, comme l’arc outrepassé à deux centres. L’origine de l’arc plein-cintre outrepassé est controversée. L. Golvin pense que les Byzantins le connaissaient déjà au IVe siècle, comme l’attestent le baptistère de Mar Ya‘qûb à Nisibin et celui de Khuja Kalesi (VIe siècle) et H. Terrasse évoque son usage fréquent en Espagne wisigothique.

## Sources et références
- Bourouiba, R., Les inscriptions commémoratives des mosquées d’Algérie, Alger : OPU, 1984, p. 81-86.
- Bourouiba, R., L’art religieux musulman en Algérie, Alger : S.N.E.D., 1983.
- Bourouiba, R., Apports de l’Algérie à l’architecture religieuse arabo-islamique, Alger : OPNA, 1956.
- Marçais, G., « La chaire de la Grande Mosquée de Nedroma », in Revue Africaine (cinquantenaire de la faculté de lettres d’Alger), 1881-1882, p. 321-342.
- Marçais, G., L’architecture musulmane d’occident, Tunisie, Algérie, Espagne et Sicile, Paris : Arts et Métiers Graphiques, 1957, p. 87.
- « Cinquantenaire de la faculté des lettres d’Alger (1881-1931) », in Revue africaine, 1932, p. 321.
- Marçais, G., Le musée Stéphane Gsell, Alger : Imprimerie officielle, 1950, p. 17, pl. IV.